# Barcikowo (województwo mazowieckie)
Barcikowo – wieś sołecka w Polsce, położona w województwie mazowieckim, w powiecie płockim, w gminie Słupno.
| SIMC    | Nazwa     | Rodzaj                          |
| ------- | --------- | ------------------------------- |
| 0575634 | Błotko    | część wsi                       |
| 0575640 | Parcele   | część wsi                       |
| 0575657 | Włościany | część wsi (zniesiona w 2023 r.) |
| 0575663 | Zalesie   | część wsi                       |

W latach 1975–1998 miejscowość administracyjnie należała do województwa płockiego.
Urodził się tu Jan Tarnowski – podpułkownik. Uczestnik powstania wielkopolskiego i wojny polsko-bolszewickiej 1920. W okresie II Rzeczypospolitej zawodowy oficer kawalerii. W czasie okupacji niemieckiej oficer Armii Krajowej i komendant III Obwodu AK Wola. W powstaniu warszawskim dowódca Zgrupowania „Waligóra”.